# Paim Filho
Paim Filho là một đô thị thuộc bang Rio Grande do Sul, Brasil. Đô thị này có diện tích 182,182 km², dân số năm 2007 là 4480 người, mật độ 24,59 người/km².